# کوارتت هاوانا
کوارتت هاوانا (اسپانیایی: Cuarteto de la Habana‎) فیلمی به کارگردانی فرناندو کُلومو است که در سال ۱۹۹۸ ساخته شد. این فیلم نخستین بار در در ۵ ژوئیه ۱۹۹۹ در جشنواره فیلم‌های اسپانیایی مالاگا نمایش داده شد و نامزد دریافت جایزه «کاکتوس طلایی» گردید. خاویر کامارا در سال ۲۰۰۰ بابت هنرنمایی در این فیلم برنده جایزه بهترین بازیگر مرد در «جشنواره بین‌المللی فیلم کمدی پنیسکولا» شد.

## گزیدهٔ بازیگران
- ارنستو آلتریو
- خاویر کامارا
- ماریا استوه
- دیزی گرانادوس
- آنا ماریا ونتورا